# Курманаково
Курманаково — село в Лаишевском районе Татарстана. Административный центр Куюковского сельского поселения.

## География
Находится в западной части Татарстана, в 15 км к северо-западу от районного центра — города Лаишево, на берегу Куйбышевского водохранилища, в заливе реки Мёша.

## История
В окрестностях села выявлены археологические памятники:
- Курманаковское местонахождение I (приказанская культура)
- Курманаковкое местонахождение II (булгарский памятник домонгольского времени)
- Курманаковское местонахождение III (эпоха неолита – бронзы)
- Курманаковская стоянка I (маклашеевский этап приказанской культуры)
- Курманаковская стоянка II (атабаевский этап приказанской культуры)
- Курманаковская стоянка III (балымско-карташихинский этап приказанской культуры)
- Курманаковская стоянка IV (приказанская культура)
- Курманаковские стоянки V и VI (эпоха неолита, памятник эпохи поздней бронзы).

Основано в период Казанского ханства. Первоначально назвалось Евлушиик. 
В XVIII – первой половине XIX века жители относились к сословию государственных крестьян. Основные занятия жителей в этот период – земледелие и скотоводство.
В «Списке населенных мест по сведениям 1859 года», изданном в 1866 году, населённый пункт упомянут как казённая деревня Курмананово 1-го стана Лаишевского уезда Казанской губернии. Располагалась при колодцах, по левую сторону большого Оренбургского почтового тракта, в 10 верстах от уездного города Лаишево и в 39 верстах от становой квартиры во владельческом селе Шуран. В деревне, в 75 дворах жили 462 человека (227 мужчин и 235 женщин), была мечеть.
В начале XX века функционировали мечеть и медресе, 2 мелочные лавки. В этот период земельный надел сельской общины составлял 1527 десятин.
До 1920 года село входило в Астраханскую волость Лаишевского уезда Казанской губернии. С 1920 года в составе Лаишевского кантона ТАССР. С 14 февраля 1927 года в Лаишевском, с 1 февраля 1963 года в Пестречинском, с 12 января 1965 года в Лаишевском районах.
В 1930 году в селе образован колхоз, в 1970 году реорганизован в совхоз, в конце 1980-х годов преобразован в коллективное предприятие, затем сельскохозяйственный производственный кооператив, позже – общество с ограниченной ответственностью «Сельскохозяйственный производственный кооператив» (ликвидировано в 2013 г.).

## Население
| 1782 | 1859 | 1897 | 1908 | 1920 | 1926 | 1938 | 1949 | 1958 | 1970 | 1979 | 1989 | 2002 | 2010 | 2017 |
| ---- | ---- | ---- | ---- | ---- | ---- | ---- | ---- | ---- | ---- | ---- | ---- | ---- | ---- | ---- |
| 52   | 462  | 718  | 884  | 950  | 967  | 592  | 428  | 405  | 330  | 213  | 137  | 110  | 84   | 92   |

Национальный состав села — татары.

## Инфраструктура
В селе действуют фельдшерско-акушерский пункт, клуб (с 1965 г.).

## Известные люди
- Ф. К. Ахтямова (1939–2012) – драматическая актриса, народная артистка РТ